# Edward Dec
Edward Dec (ur. 18 czerwca 1942 w Saint-Martin-Chennetron) – polski polityk, poseł na Sejm PRL IX kadencji.

## Życiorys
Prowadził własne gospodarstwo rolne. Został sołtysem w Roźwienicy. W 1980 został prezesem Gminnego Komitetu Zjednoczonego Stronnictwa Ludowego, objął też funkcję prezesa Ochotniczej Straży Pożarnej. W latach 1985–1989 pełnił mandat posła na Sejm PRL IX kadencji w okręgu Przemyśl, zasiadając w Komisji Przemysłu.